# Jahkeele Marshall-Rutty
Jahkeele Stanford Jack Marshall-Rutty (Brampton, 16 giugno 2004) è un calciatore canadese, difensore del Charlotte FC in prestito dal CF Montréal.

## Caratteristiche tecniche
Nel 2021, è stato inserito nella lista "Next Generation" dei sessanta migliori talenti nati nel 2004, redatta dal quotidiano inglese The Guardian.

## Carriera

### Club
Cresciuto nel settore giovanile del Toronto FC, esordisce in prima squadra il 20 ottobre 2020, in occasione dell'incontro di MLS perso per 5-0 contro i Philadelphia Union.

### Nazionale
Ha giocato nella nazionale canadese Under-15.

## Statistiche

### Presenze e reti nei club
Statistiche aggiornate al 24 settembre 2022.
| Stagione             | Squadra              | Campionato           | Campionato | Campionato | Coppe nazionali | Coppe nazionali | Coppe nazionali | Coppe continentali | Coppe continentali | Coppe continentali | Altre coppe | Altre coppe | Altre coppe | Totale | Totale |
| Stagione             | Squadra              | Comp                 | Pres       | Reti       | Comp            | Pres            | Reti            | Comp               | Pres               | Reti               | Comp        | Pres        | Reti        | Pres   | Reti   |
| -------------------- | -------------------- | -------------------- | ---------- | ---------- | --------------- | --------------- | --------------- | ------------------ | ------------------ | ------------------ | ----------- | ----------- | ----------- | ------ | ------ |
| 2019                 | Toronto FC II        | USL1                 | 3          | 0          |                 | -               | -               |                    | -                  | -                  |             | -           | -           | 3      | 0      |
| 2021                 | Toronto FC II        | USL1                 | 7          | 1          |                 | -               | -               |                    | -                  | -                  |             | -           | -           | 7      | 1      |
| Totale Toronto FC II | Totale Toronto FC II | Totale Toronto FC II | 10         | 1          |                 | -               | -               |                    | -                  | -                  |             | -           | -           | 10     | 1      |
| 2020                 | Toronto FC           | MLS                  | 1          | 0          | CC              | 0               | 0               |                    | -                  | -                  |             | -           | -           | 1      | 0      |
| 2021                 | Toronto FC           | MLS                  | 11         | 0          | CC              | 1               | 0               | CCL                | 0                  | 0                  |             | -           | -           | 12     | 0      |
| 2022                 | Toronto FC           | MLS                  | 16         | 0          | CC              | 1               | 0               |                    | -                  | -                  |             | -           | -           | 17     | 0      |
| Totale carriera      | Totale carriera      | Totale carriera      | 38         | 1          |                 | 2               | 0               |                    | 0                  | 0                  |             | -           | -           | 40     | 1      |